# Mussinae
Mussinae is een onderfamilie van neteldieren uit de klasse van de Anthozoa (bloemdieren). 

## Geslachten
- Isophyllia Milne Edwards & Haime, 1851
- Mussa Oken, 1815
- Mycetophyllia Milne Edwards & Haime, 1848
- Scolymia Haime, 1852